# Teora
Teora es uno de los 119 municipios o comunas ("comune" en italiano) de la provincia de Avellino, en la región de Campania. 
Linda con los municipios de Caposele, Conza della Campania, Lioni, y Morra De Sanctis.
Con cerca de 1.571 habitantes, se extiende por una área de 23 km², teniendo una densidad de población de 68 hab/km². 
Su nombre deriva probablemente del latín tugurium, plural de teguria.

## Lugares de interés
- Fontana del monte
- Iglesia de san Nicola di Mira

## Economía local
Las actividades principales son la agricultura, ganadería, artesanía y turismo.

## Demografía
| Gráfica de evolución demográfica de Teora entre 1861 y 2001 |
|                                                             |
| Fuente ISTAT - elaboración gráfica de Wikipedia             |

- Datos: Q55127
- Multimedia: Teora / Q55127

1. ↑  Worldpostalcodes.org, código postal n.º 83056.
2. ↑  «Codici Catastali». Comuni-italiani.it (en italiano). Consultado el 29 de abril de 2017.